# 大行善者
《大行善者》（英語：Sivaji: The Boss）是一部2007年印度泰米爾語政治動作片，由S·香卡執導兼編劇，AVM製片公司製作。電影由拉吉尼坎特、絲莉婭·紗蘭、維瓦克和蘇曼主演，講述一名軟體系統架構師從美國回到印度，為人們帶來免費醫療及教育，但危險且頗具影響力的政治大老卻利用人脈、體制等資源予以阻礙。
《大行善者》為作曲家A·R·拉赫曼的第100部里程碑之作，而藝術總監、攝影指導和剪輯師則分別由索塔·薩拉尼、K·V·阿南德、安東尼擔任。本片製作預算達6億盧比，成為上映時造價最高的印度電影；拉吉尼坎特收入約2.6億盧比，成為當時片酬最高的印度演員。電影的主要拍攝自2005年11月起，一直持續到2007年2月。拍攝地點包括海得拉巴、西班牙、義大利、美國紐約市、浦那和清奈等地。本片為第一部使用杜比全景聲環繞音效技術的印度電影。
《大行善者》2007年6月15日在印度正式上映，取得影評界正面居多的評價；全球票房達15億盧比，商業表現成功並創下泰米爾電影票房紀錄，成為考萊塢史上首部進入10億盧比俱樂部的電影。電影獲得了一座印度國家電影獎、三座南印度電影觀眾獎與兩座維傑獎。本片2012年12月12日以3D版本《大行善者3D》（Sivaji 3D）重映。

## 劇情
一名男子被捕，窮人包圍了他和警察並要求放人。在監獄裡，男子聲稱自己因行善而入獄。
時間回到過去；西瓦吉·阿魯穆加姆曾是一位富有的印度軟體工程師，在美國工作十年後返回印度。他的目標是建立非營利信託基金「西瓦吉基金會」（Sivaji Foundation），為窮人提供免費的醫院及教育服務。阿德塞尚是極具影響力的政治說客兼商人，以經營教育機構和醫院盈利，並將西瓦吉視為眼中釘。為了創辦基金會，阿德塞尚利用人脈逼西瓦吉向多名政府官員行賄，以獲得各項許可。西瓦吉最終被迫抵押房產，變賣所有物品來籌集賄賂金。
西瓦吉愛上了傳統的泰米爾女孩兼樂器行店員塔米日塞爾維。塔米日塞爾維及家人起初對西瓦吉的追求感到恐懼，但西瓦吉最終贏得了女方的芳心；但一位占星師警告塔米日塞爾維，雙方八字不合，訂婚將導致重大的經濟損失，他們的結合將導致西瓦吉的死亡。塔米日塞爾維最初因擔心西瓦吉而拒絕了求婚，但被西瓦吉平息了恐懼並說服嫁給他。
阿德塞尚開始破壞西瓦吉的計畫，試圖影響邦政府，迫使西瓦吉上法庭，承認自己多次行賄。法官宣判西瓦吉敗訴，他的基金會也隨之關閉。破產的西瓦吉決定以自己的方式行事。他在舅舅阿里武的幫助下，從阿德塞尚手中奪取了價值20億盧比的非法收入證據，並以此勒索阿德塞尚，迫使對方交出一半的錢。阿德塞尚派打手去取回文件和錢，但被西瓦吉痛打了一頓。西瓦吉繼續用證據對付其他相關人士，包括自己賄賂過的官員。然後，他把錢轉給自己在世界各地的朋友，他們隨後將錢作為捐款存入西瓦吉基金會，成功將黑錢洗成白錢。西瓦吉向所得稅局舉報了包括阿德塞尚在內的逃稅者持有的非法資金，並將他們逮捕。之後，西瓦吉與塔米日塞爾維結婚。
西瓦吉勒索了阿德塞尚的首席部長，並合法重啟了自己的基金會。阿德塞尚間接利用了塔米日塞爾維，讓她交出西瓦吉的筆記型電腦來救他一命；證據確鑿，西瓦吉被逮捕。阿德塞尚和警方試圖透過語音辨識解鎖他的電腦，但解鎖失敗。在審訊前，一名富有同情心的警員通報了西瓦吉，阿德塞尚和警方企圖在押送期間利用雇傭兵殺死西瓦吉。西瓦吉在審訊期間因拒絕配合而被阿德塞尚折磨，並藉由自己獨留在房間裡的機會觸電而失去意識，偽造了自己的死亡；阿德塞尚及警方為了掩蓋真相，打算依舊執行謀殺計畫。西瓦吉的朋友切茲安醫生、塔米日塞爾維和阿里武接到西瓦吉的影片訊息後，攔截了警車，並在僱傭兵開火前用假人替換了假死的西瓦吉。切茲安隨後用去顫器救活了他。
西瓦吉「死後」，阿德塞尚的人仍試圖打開筆記型電腦，但失敗且所有數據都被抹去。幾天後，復活的西瓦吉偽裝自己的海外朋友M·G·拉維錢德蘭，重返並掌控基金會。雖然阿德塞尚立刻意識到拉維昌德蘭是西瓦吉，但無法證明這一點。後來，西瓦吉在阿德塞尚的一所機構與他對峙，兩人大打出手。西瓦吉砸碎了存放阿德塞尚所有黑錢的露台，大量鈔票鈔票飛入校園，引來學生們瘋搶，也令阿德塞尚最終死於踩踏。西瓦吉仍繼續行善，揭露了許多黑市商人，西瓦吉基金會則成為了印度經濟與工業崛起的前線。

## 演員
- 拉吉尼坎特飾演西瓦吉·阿魯穆加姆／M·G·拉維錢德蘭（Sivaji Arumugam / M.G. Ravichandran）[9]
- 絲莉婭·紗蘭飾演塔米日塞爾維（Tamizhselvi，由卡尼哈（英语：Kaniha）配音）
- 維瓦克（英语：Vivek (actor)）飾演阿里武（Arivu）
- 蘇曼（英语：Suman (actor)）飾演阿德塞尚（Adiseshan，由蘇布·潘丘（英语：Subbu Panchu）配音）
- 拉古瓦蘭（英语：Raghuvaran）飾演切茲安醫生（Doctor Chezhian）
- 拉維庫瑪（英语：Ravikumar (actor)）飾演安巴南丹部長（Minister Anbanandam）
- 馬尼瓦南（英语：Manivannan）飾演阿魯穆加姆（Aarumugam）
- J·利文斯頓（英语：J. Livingston）飾演拉姆·庫馬爾督察（Inspector Ram Kumar）[10]
- 瓦迪夫卡拉西（英语：Vadivukkarasi）飾演帕爾瓦蒂·阿魯穆加姆（Parvathi Aarumugam）
- 科欽·哈尼法（英语：Cochin Haneefa）飾演庫贊德海維爾（Kuzhandhaivel）
- 所羅門·帕帕亞（英语：Solomon Pappaiah）飾演通代曼（Thondaimaan）
- 帕蒂曼德拉姆·拉賈（英语：Pattimandram Raja）飾演拉馬林加姆（Ramalingam）
- 尚穆加拉詹（英语：Shanmugarajan）飾演阿里瓦札甘警務處助理處長（ACP Arivazhagan）
- 皮拉米德·納塔拉詹（英语：Pyramid Natarajan）飾演律師克里希納穆爾蒂（Lawyer Krishnamurthi）
- M·S·巴斯卡（英语：M. S. Bhaskar）飾演帕拉尼斯瓦米（Pazhanisamy）[10]
- 烏瑪·帕德瑪納班（英语：Uma Padmanabhan）飾演喬蒂·拉馬林加姆（Jyothi Ramalingam）
- 博斯·文卡特（英语：Bose Venkat）飾演威盧（Velu）
- 瓦蘇·維克拉姆（英语：Vasu Vikram）飾演印度立法議會議員拉瑪薩米（MLA Ramasamy）
- 阿瑪拉西卡馬尼（英语：Amarasigamani）飾演阿瑪拉西卡馬尼（Amarasigamani）[11]
- 哈爾瓦·瓦蘇（英语：Halwa Vasu）飾演阿亞潘（Iyyappan，客串）
- 馬哈德萬（英语：Mahadevan (actor)）飾演維卡丹坦（Vikadanthan）
- 伊拉瓦拉蘇（英语：Ilavarasu）飾演蘭格杜賴（Rangadurai）
- 穆圖卡萊（英语：Muthukaalai）飾演穆圖卡萊（Muthukaalai）[12]
- A·C·穆拉利·莫漢（英语：A. C. Murali Mohan）飾演凱薩萬醫生（Dr. Kesavan）[12]
- 斯瓦米納坦（英语：Swaminathan）飾演納拉亞南（Narayanan）[12]
- 卡納爾·卡南（英语：Kanal Kannan）飾演黨羽[12]
- 達穆（英语：Dhamu）飾演模仿藝術家[12]
- 卡拉特·拉賈（英语：Karate Raja）飾演黨羽

此外，切拉杜賴亦參與演出。馬伊爾薩米和琴尼·傑揚特在片中客串；納彥塔拉、S·香卡、K·V·阿南德及索塔·薩拉尼在歌曲〈芭蕾拉卡〉（Baleilakka）中客串演出。

## 主題及影響
多影評人表示，《大行善者》的主題受到了S·香卡之前的電影《斯文大盜》（1993年）與《危險時刻》（1999年）的啟發。《新印度快報》的戈皮納特·拉金德蘭（Gopinath Rajendran）將電影的主角比作羅賓漢，同樣是「劫富濟貧」的英雄。本片探討了印度的腐敗，並塑造了主角西瓦吉（Sivaji）的理念；片中，西瓦吉對印度的腐敗現象深感沮喪，目睹窮人的可憐境況時嘆：「富人越來越富，窮人越來越窮。」當西瓦吉被舅舅勸回美國時則體現了對祖國的熱愛：「我還能去哪裡？這裡就是我的家。」

## 製作

### 發展
在1996年的《印度人》上映後，香卡向拉吉尼坎特推薦了三則故事綱要，供對方考慮下一部電影。三則故事其中一篇即《大行善者》，而另外兩篇則拍攝成《寶萊塢機器人之戀》（2010年）及《我最醜陋的真相》（2015年）。拉吉尼坎特當時對三篇故事都抱持著懷疑態度，並全數拒絕。2005年8月，拉吉尼坎特與清奈歷史最悠久的製片商AVM製片公司簽約拍攝下一部電影。香卡擔任該片的導演，這回得以與該演員合作。該項目於2005年8月24日公布，電影名為《大行善者》（Sivaji: The Boss）。來自拉吉尼坎特的本名「西瓦吉·拉奧·蓋克瓦德」（Shivaji Rao Gaikwad），而副標題代表著「社服務士」（Bachelor of Social Service）。公布前，片方諮詢了演員西瓦吉·加納森的家人以確保電影名稱能如期使用。
《大行善者》不僅是AVM製片公司製作的第168部電影，拉吉尼坎特的第154部電影、第100部泰米爾語電影，也是雙方合作的第九部電影。據拉吉尼坎特的傳記作者納曼·拉馬錢德蘭所述，本片也為了紀念製片公司創始人A·V·梅亞潘誕辰100週年而製作。《大行善者》也憑藉改變了拉吉尼坎特傳統的黃色片頭文字而聞名，該文字在1992年的《安纳马莱》中首次亮相。

### 選角
女主角的第一人選為艾許維亞·蕾。2005年10月，香卡和拉吉尼坎特則宣布絲莉婭·紗蘭將擔任女主角。卡尼哈在經過聲音測試後被選上，為紗蘭的聲音配音；本片為卡尼哈與香卡繼《罪惡終結者》（2005年）後的第二次合作。11月，維瓦克簽約飾演主角西瓦吉的舅舅阿里武（Arivu）。蘇奈娜在本片中以特別演出的形式首次亮相大銀幕，但戲份在最終剪輯時被全數刪除。曾與拉吉尼坎特在《昌德尔穆琪》（2005年）中合作過的納彥塔拉已簽約，在歌曲〈芭蕾拉卡〉（Baleilakka）中與拉吉尼坎特同台演出。
片方在考慮了阿米塔布·巴強、莫哈恩拉和普拉卡什·拉吉之後，2006年3月證實蘇曼將出演阿德塞尚（Adiseshan）一角。曾與拉吉尼坎特一起出演《巴拉特先生》（1986年）的薩堤拉什表示：「在與拉吉尼坎特合作拍攝了《巴拉特先生》之後，我再也無法接受任何低於此水準的電影了。」他以此為由拒絕了該角。納那·帕特卡也曾被片方聯繫，但他因片酬爭議而拒絕。片方與桑傑·達特的洽談也未成功。莫哈恩拉解釋了拒絕原因，稱自己無法在不錯過其他項目的情況下為本片投入一整年。蘇曼為了扮演角色剃掉了鬍子，並戴上假牙來露出笑容。香卡指示一位服裝設計師為阿德塞尚提供一塵不染的白色托蒂、襯衫、鞋子，以及一塊勞力士手錶與雷朋太陽眼鏡。蘇曼曾與拉吉尼坎特一起出演了《火》（1981年）。蘇布·潘丘為蘇曼配音。辯論脫口秀節目主持人所羅門·帕帕亞與帕蒂曼德拉姆·拉賈在片中擔任配角，拉賈藉此首登大銀幕。瓦迪夫卡拉西和馬尼瓦南被片方選中扮演西瓦吉的父母。拉古瓦蘭飾演配角切茲安醫生（Doctor Chezhian）。

### 技術團隊
香卡也身兼故事及劇本的編寫，並藉由本片獲得創當時紀錄的1億盧比片酬。A·R·拉赫曼負責為電影的原聲帶及背景音樂譜曲，片酬達3000萬盧比。蘇嘉塔編寫了對白。日後執導《黑鳥》（2013年）的帕布·拉賈·喬拉（Prabhu Raja Chozhan）在本片擔任助理導演。拉吉尼坎特之女桑达瑞亚擔任平面設計師，為本片設計了片名字體；此前，她曾在父親的兩部電影——《巴巴》（2002年）和《古宅舞靈》（2005年）中擔任同一職位。2005年8月，K·V·阿南德受聘擔任攝影指導。曼尼什·馬霍特拉負責設計電影的服裝，而安東尼和索塔·薩拉尼分別擔任剪輯師、藝術總監。化妝師巴努為拉吉尼坎特完成了額外的妝容。導演S·P·穆瑟拉曼擔任本片的聯合製片人。

### 拍攝
2005年11月28日，主要拍攝透過AVM製片公司舉行的供奉儀式正式開始。電影的開拍活動採保密進行，只有演員和劇組的核心成員受邀出席。第一檔拍攝於2005年12月14日起，劇組至海得拉巴的拉莫吉影城拍攝拉吉尼坎特與紗蘭演出的〈瓦吉〉（Vaaji Vaaji）。索塔·薩拉尼向香卡提出了在拉莫吉影城拍攝的想法，薩拉尼認為此地帶來了足夠的空間來發揮自己的藝術總監的技能與經驗。香卡要求薩拉尼為〈瓦吉〉呈現出「一座色彩斑斕的宮殿」，以符合歌曲的創作意圖，即巴比伦宮殿。薩拉尼為此歌建造了一座四層樓高的巴比倫宮殿，可容納80名舞者及100名龍套演員。佈景在30天內搭建完成。據K·V·阿南德所述，〈瓦吉〉採用Super 35底片格式拍攝，僅用了八天便拍攝完成。G·達南賈揚在自己的《泰米爾電影精選》（The Best of Tamil Cinema）一書中提及，〈瓦吉〉的製作耗資3500萬盧比。
歌曲〈薩哈娜〉（Sahana）也在拉莫吉影城拍攝，薩拉尼形容此歌的佈景設計「充滿挑戰」。薩拉尼聽完歌曲講述傳統曆法四季的歌詞後，想到了「四季生活」（Living in Seasons）的概念，他在日本舉行的一次會飲上也用過此概念。他對於塑造四季的佈景設計，提出了三個概念：傳統的日式房屋、現代房屋和未來主義房屋。香卡選擇了未來主義房屋的概念，建築由三座相鄰的方形、圓形和金字塔形透明穹頂組成。圓形穹頂周圍有一條小道，50英尺高的岩石上落下水，水會滲入佈景下方。薩拉尼用上了透明壓克力和普通玻璃，其中壓克力用於地板，使表演者更容易表演舞蹈。此歌的佈景僅花了30天搭建完成。
除了這兩首歌曲之外，薩拉尼還為塔米日塞爾維（Tamizhselvi）上班的樂器行、樂器行周圍的街道、樂器行後面的倉庫、塔米日塞爾維住宅的內部以及阿德塞尚的辦公室以類似的方式創作了佈景。樂器行採用維多利亞式建築風格，倉庫是在AVM製片廠（AVM Studios）所建造，也用於一場動作戲的拍攝。另一場動作戲在露天戲院拍攝，佈景設計也出自薩拉尼之手，拍攝工期約15至20天。K·V·阿南德使用了從法國公司帶來的氣球燈來拍攝此片段。塔米日塞爾維住宅的內部採用了泰米爾納德邦住房委員會所建公寓的一間房來設計。

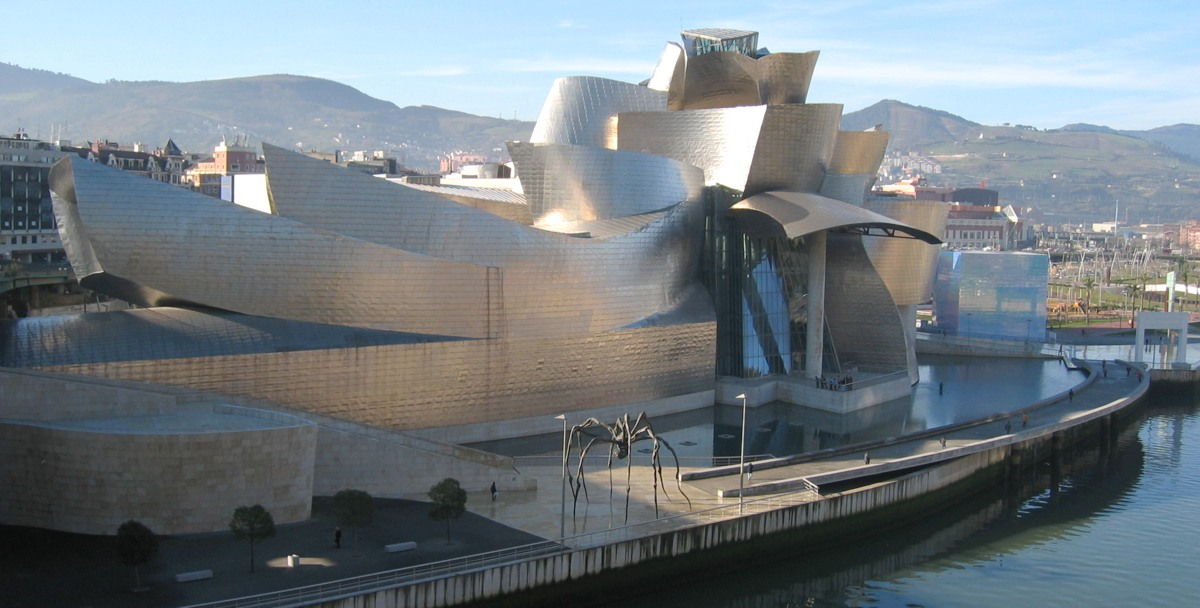
畢爾包古根漢美術館

歌曲〈風格〉（Style）2006年5月在西班牙畢爾包的古根漢美術館、瓦倫西亞的藝術科學城及聖塞巴斯提安的庫薩爾會議中心和禮堂拍攝。
歌曲片段中的拉吉尼坎特的白皙外觀使用電腦合成影像呈現，由位於清奈的印度藝術家公司（Indian Artists）負責人V·斯里尼瓦斯·莫漢完成。K·V·阿南德與名為傑姬（Jacky）的英國女子重新拍攝了拉吉尼坎特的每一個動作，傑姬也身兼此歌的背景舞者。歌曲中拉吉尼坎特以及傑姬的鏡頭全數以4K解析度掃描，以提高清晰度，然後將傑姬的膚色以數位方式應用到拉吉尼坎特的皮膚上。在一場戲中，拉吉尼坎特與紗蘭模仿了分別由西瓦吉·加納森、MGR及卡茂爾·哈桑主演的三部泰米爾電影歌曲中的舞蹈。在泰盧固語配音版中，他們跳的舞蹈改分別模仿ANR、NTR和赤拉尼維主演電影中的歌曲。法國髮型師桑德林·維里亞爾·塞斯（Sandrin Veriar Seth）為拉吉尼坎特在整部電影設計了兩種截然不同的主要髮型，而光此歌就設計了13種。編舞家布琳達為了避免拉吉尼坎特在泰米爾納德邦的粉絲過多而對拍攝現場造成干擾，在浦那附近的避暑地瓦伊為該演員編排了〈芭蕾拉卡〉（Balleilakka）。〈芭蕾拉卡〉為拉吉尼坎特的開場曲，動員500人在此地拍攝了八天。香卡為了豐富此歌的光彩，聘請了一支來自特里蘇爾的50人虎舞表演團隊擔任背景舞者。
拉吉尼坎特和維瓦克參與的一場重要片段在清奈的維多利亞公共大廳拍攝。電影第三幕的重頭戲在瑪加爾帕塔市經濟特區大廈（SEZ towers）拍攝，拉吉尼坎特為此剃成光頭。劇組在紐約市拍攝了西瓦吉將錢交給朋友的片段。西瓦吉與阿德塞尚的最終對打戲是在維爾斯大學拍攝而成。2007年2月，電影宣告殺青。K·V·阿南德向雷迪夫網的舒巴·瓦利亞透露，除歌曲與動作場面以外的部分在65天內拍攝完成。

## 音樂
A·R·拉赫曼為本片原聲帶及背景音樂譜曲的作曲家。他在巴拉圭重新錄製了幾段背景音樂後，還前往倫敦進行額外的重新錄製。

## 發行
《大行善者》的電視轉播權以4000萬盧比的價格賣給了Kalaignar TV。2007年5月30日，CNN新闻18频道發表了電影的三分鐘預告片。AVM製片公司透過官方網路贊助商和艾因加蘭國際發表了正式預告片。本片原定2007年4月14日泰米爾語新年，但因後期製作延誤，使電影改至2007年6月15日在印度等國家上映。 2007年7月15日，AVM宣布決定將電影配音成印地語。此配音版於2010年1月8日上映。
《大行善者》的戲院放映權在喀拉拉邦以2600萬盧比的價格售出，在安得拉邦以8000萬盧比的價格售出。據估計，本片在世界各地約750家戲院上映。《大行善者》在泰米爾納德邦的303家戲院上映，在安得拉邦上映300家，在北印度的放映戲院為12家，而世界其他地區則達145家。電影在英國被剪掉了13秒。原片中拉吉尼坎特將鞭炮扔進嘴裡、點燃後又吐向帕蒂曼德拉姆·拉賈的橋段被刪減，以使電影獲得12A級。英國電影分級委員會將艾因加蘭英版DVD評為18級，此版本未經刪減。本片也成為首部以1080p高畫質藍光光碟正式發行的泰米爾電影。

### 特別放映
拉吉尼坎特利用的政治關係為幾位政治人物放映了《大行善者》。2007年6月14日，他前往海得拉巴為前安得拉邦首席部長錢德巴布·奈杜放映本片。拉吉尼坎特在放映會上告訴媒體，也將邀請首席部長拉賈瑟卡拉·雷迪參加。拉吉尼坎特表示，已經分別向泰米爾納德邦現任首席部長卡魯納尼迪與前任賈亞拉利塔放映電影，財政部長帕拉尼亚潘·奇丹巴拉姆也很想觀看。阿米塔布·巴強亦參加了一次私人放映。玛摩缇在埃尔纳古勒姆的謝諾伊斯戲院觀看了特別試映，並在放映後表示：「非常出色的商業片。拉吉尼坎特渾身散發著光環，是個了不起的男人，簡單直接、毫無明星架子。」

### 3D版重映
本片2012年以3D版本《大行善者3D》（Sivaji 3D）重映；此版本將原版重製成杜比全景聲，然後轉換為3D格式，並剪輯了半小時的片長。《大行善者3D》是第一部採用全新杜比全景聲發行的印度電影。3D版本的預告片於2012年8月13日透過拉吉尼坎特與普拉薩德工作室發表。電影2012年12月12日在印度上映，恰逢拉吉尼坎特的生日。3D版的片長為2小時35分鐘。

## 反響

### 票房
《大行善者》在印度上映時戲院幾乎爆滿。本片在清奈的16家戲院上映，在前四天就獲得了1350萬盧比的票房，創下了泰米爾電影的新紀錄；首映成績也在喀拉拉邦和班加羅爾表現良好。電影雖然遭到親卡納達語團體的抗議，但仍在該地區的13家戲院上映。電影在新德里的四家PVR戲院上映；據發行商所述，《大行善者》「反應熱烈」，到第二週，戲院數量就增加到12家。《大行善者》除了在孟買和加爾各答等印度其他大城市，也在浦那和巴羅達等非傳統泰米爾電影市場取得了不錯的成績。本片上映五週的票房收入達8500萬盧比。
《大行善者》在國際市場上也取得了成功。本片在東南亞、歐洲、北美、海灣國家、澳大利亞等20多個國家的200家戲院（僅泰米爾語版）上映，發行了超過145種拷貝，當時創下印度電影在國際市場上映範圍的紀錄。《大行善者》在馬來西亞的票房收入超過200萬美元，表現優異。本片在新加坡首映時放映了150場。電影在斯里蘭卡的70家戲院首映，700場門票幾乎全部售罄。而在印度僑民眾多的波斯灣地區反應同樣良好。
《大行善者》在美國的24家戲院上映，隨後又增加了19家戲院上映泰米爾語版本。製片人聲稱，國際版權持有者艾因加蘭國際有意將電影配音成中文和日語。本片在南非開普敦的反響令人失望，但在约翰内斯堡和德班的票房收入卻使《大行善者》成為首部進入南非票房前十的泰米爾電影。新加坡航空購買了《大行善者》三個月的獨家機上放映權，這是該航空公司首次購買泰米爾電影的放映權。《大行善者》下映時，全球票房總計達15億盧比，商業表現成功並創下泰米爾電影票房紀錄，成為考萊塢史上首部進入10億盧比俱樂部的電影。

### 評價
《大行善者》的演員及技術層面的表現受到影評界普遍讚譽，但故事情節的處理則褒貶不一。《Kalki》雜誌的尼達爾薩納（Nidarsana）肯定了拉吉尼坎特、維瓦克、絲莉婭·紗蘭和蘇曼的表演，也讚賞維瓦克的幽默、索塔·薩拉尼的藝術指導、K·V·阿南德的攝影以及蘇嘉塔的台詞。但《大行善者》少了香卡的味道而乏味了不少，但他卻將拉吉尼坎特塑造得比本人更加栩栩如生，堪稱一絕。他補充道，感覺香卡為了拉吉尼坎特做出了很多妥協；因為拉吉尼坎特佔據了主導地位，導致故事情節淪為次要，黑錢問題就是個例子。Sify網站評論道：「《大行善者》只有一位英雄——拉吉尼坎特本人，那令人窒息的電影魅力，在電影的每一幀畫面中都展現得淋漓盡致。香卡的製作規模宏大……堪稱一場視覺盛宴，動作場面編排精妙絕倫，使成品十分成功。片中的種種都與頂級的精湛技術相得益彰，或許是泰米爾電影史上的最佳水準。」
《印度教徒報》的馬拉蒂·蘭加拉詹（Malathi Rangarajan）在影評中指出，主角反抗腐敗的舉動「不太真實」。她總結道：「故事結尾略顯平淡。」但讚賞了演員的表演、配樂、藝術指導、攝影和動畫效果的傑出表現。《大行善者》上映一個月後，《印度教徒報》的阿南特·克里希南（Ananth Krishnan）則認為電影「……對根深蒂固的腐敗進行了有效的診斷，但更令人不安的卻是以老套的私刑戲碼來當成補救措施。」該評論最後指出，電影儘管票房表現不俗，但傳達了排異而非改革腐敗制度的訊息令人擔憂。《印度斯坦時報》的T·S·V·哈利（T. S. V. Hari）認為導演香卡的創意不足，並補充道：「《大行善者》不過是他之前所有沙文主義式扯淡的翻版。」但仍對電影的技術層面予以讚賞。《印度時報》也發表了類似的評論，稱本片「缺乏新意」，但十分有趣，並從滿分5星給出了4星評價。
雷迪夫網的R·G·維賈亞薩拉蒂總結本片時表示：「沒有邏輯，只有拉吉尼坎特的魔法。」並認為故事「核心訊息在不合邏輯、有時甚至荒謬的片段中不幸迷失了」。但他也對拉吉尼坎特、紗蘭、維瓦克以及技術團隊的表現表示讚賞。《阿南達·維卡坦》週刊給予本片的評分為41分（滿分100分）。

## 爭議
2007年7月9日，M·薩蒂亞穆爾蒂（M. Satyamoorthy）聲稱《大行善者》誹謗了印度國民大會黨及其主席索尼娅·甘地、時任印度總理曼莫漢·辛格，開始阻止電影的放映。薩蒂亞穆爾蒂舉例，阿德塞尚的椅子後面能看見甘地和辛格的肖像，暗示阿德塞尚是印度國民大會黨的成員。薩蒂亞穆爾蒂也要求電影製片人、導演和主演向該黨的泰米爾納德邦分部賠償5億盧比。本片的助理導演之一賈亞·拉賈德萬（Jaya Rajadevan）向民事法庭尋求禁制令，以涉嫌抄襲為由阻止放映。拉賈德萬聲稱，自己創作了《大行善者》的故事，並於2005年與香卡的經紀人討論。法院雖然向香卡等人發出了通知，但電影仍如期放映。

## 備註
1. ↑  本片的預算被《經濟時報》報導為6億盧比[1]，《電訊報》估計達8億盧比[2]，而《今日印度》則稱預算為8.9億盧比[3]。
2. ↑  《印度教徒報》稱該會飲舉辦的年份是1991年[62]，雷迪夫網則稱其舉辦年份為1992年[61]。

## 外部連結
- 互联网电影数据库（IMDb）上《大行善者》的资料（英文）
- 爛番茄上《大行善者》的資料（英文）